# Mirambel (kommunhuvudort)
Mirambel är en kommunhuvudort i Spanien.   Den ligger i provinsen Provincia de Teruel och regionen Aragonien, i den östra delen av landet, 280 km öster om huvudstaden Madrid. Mirambel ligger 922 meter över havet och antalet invånare är 132.
Terrängen runt Mirambel är huvudsakligen kuperad. Mirambel ligger nere i en dal. Runt Mirambel är det glesbefolkat, med 12 invånare per kvadratkilometer. Närmaste större samhälle är Villafranca del Cid, 19,0 km söder om Mirambel. 